# Hieracium negoiense
Hieracium negoiense là một loài thực vật có hoa trong họ Cúc. Loài này được (Rǎvǎrut & Nyár.) Soó mô tả khoa học đầu tiên năm 1968.